# Geremias Ribeiro Junior
Geremias Ribeiro Junior, meglio noto come Todinho Júnior (Salvador, 13 dicembre 1993), è un calciatore brasiliano, attaccante del Vila Nova.

## Caratteristiche tecniche
È un'ala destra.

## Carriera
Cresciuto nelle giovanili del Serrano-BA, ha esordito il 9 gennaio 2014 in occasione del match del Campionato Baiano perso 1-0 contro il Jacuipense.

## Statistiche

### Presenze e reti nei club
Statistiche aggiornate al 5 maggio 2018.
| Stagione                    | Squadra                     | Campionato                  | Campionato | Campionato | Coppe nazionali | Coppe nazionali | Coppe nazionali | Coppe continentali | Coppe continentali | Coppe continentali | Altre coppe | Altre coppe | Altre coppe | Totale | Totale | Totale |
| Stagione                    | Squadra                     | Comp                        | Pres       | Reti       | Comp            | Pres            | Reti            | Comp               | Pres               | Reti               | Comp        | Pres        | Reti        | Pres   | Reti   |        |
| --------------------------- | --------------------------- | --------------------------- | ---------- | ---------- | --------------- | --------------- | --------------- | ------------------ | ------------------ | ------------------ | ----------- | ----------- | ----------- | ------ | ------ | ------ |
| 2014                        | Serrano-BA                  | PD/BA                       | 18         | 2          | CB              | 0               | 0               |                    | -                  | -                  |             | -           | -           | 18     | 2      |        |
| 2015                        | Serrano-BA                  | PD/BA                       | 4          | 0          | CB              | 0               | 0               |                    | -                  | -                  | CDN         | 1           | 0           | 5      | 0      |        |
| Totale Serrano-BA           | Totale Serrano-BA           | Totale Serrano-BA           | 22         | 2          |                 | 0               | 0               |                    | -                  | -                  |             | 1           | 0           | 23     | 2      |        |
| 2016                        | Vitória da Conquista        | PD/BA                       | 3          | 0          | CB              | 2               | 0               |                    | -                  | -                  | CDN         | 4           | 3           | 9      | 3      |        |
| 2017                        | Vitória da Conquista        | PD/BA                       | 12         | 4          | CB              | 1               | 1               |                    | -                  | -                  |             | -           | -           | 13     | 5      |        |
| Totale Vitória da Conquista | Totale Vitória da Conquista | Totale Vitória da Conquista | 15         | 4          |                 | 3               | 1               |                    | -                  | -                  |             | 4           | 3           | 22     | 8      |        |
| 2017                        | Vitória                     | PD/BA+A                     | 0+6        | 0          | CB              | 0               | 0               |                    | -                  | -                  |             | -           | -           | 6      | 0      |        |
| Totale carriera             | Totale carriera             | Totale carriera             | 43         | 6          |                 | 3               | 1               |                    | -                  | -                  |             | 5           | 3           | 22     | 8      |        |

## Palmarès

### Club

#### Competizioni statali
- Campionato Baiano: 1

Vitória: 2017
- Campionato Goiano: 1

Vila Nova: 2025